# Železniško postajališče Šentvid pri Stični
Železniško postajališče Šentvid pri Stični je eno izmed železniških postajališč v Sloveniji, ki oskrbuje bližnje naselje Šentvid pri Stični.